# Läkemedelsöveranvändningshuvudvärk
Läkemedelsöveranvändningshuvudvärk (LÖH) är en form av kronisk daglig huvudvärk som uppkommer av felaktig användning av läkemedel mot huvudvärk.
LÖH utvecklas från primära former av episodisk huvudvärk, vanligen migrän och/eller spänningshuvudvärk, hos personer som behandlar sin huvudvärk med läkemedel så ofta som 10 dagar i månaden eller mer. Fenomenet uppmärksammades redan på 50-talet hos personer som överanvände ergotaminderivat mot huvudvärk, och idag vet man att alla läkemedel som används för att lindra huvudvärk kan ge upphov till LÖH hos personer som i grunden har någon form av episodisk huvudvärk. Överanvändning av samma läkemedel orsakar däremot inte huvudvärk hos personer utan primär huvudvärk i anamnesen.

## Förekomst
LÖH förekommer hos en till två procent av befolkningen och det är den tredje vanligaste huvudvärkskategorin på läkarmottagningar i USA. På Cephalea Huvudvärkscentrum i Göteborg har var femte patient diagnosen. LÖH är 3,5 gånger vanligare hos kvinnor än hos män och drabbar framför allt vuxna personer men förekommer även bland barn, så tidigt som vid sex års ålder. 

## Symptom och behandling
En person som får diagnosen LÖH informeras om det sätt på vilket överanvändning av läkemedel har påverkat den primära huvudvärken. Från att tidigare ha haft en episodisk karaktär så har huvudvärken blivit kronisk med kortvarigare effekt av akut behandling. 
Rekommenderad behandling vid LÖH är avgiftning. Symptom som orsakas av avgiftningen (huvudsakligen ångest, ökad huvudvärk och illamående) avklingar efter 2-10 dagar och hos en majoritet av patienterna reduceras därefter huvudvärksfrekvensen signifikant. Den primära huvudvärken blir dessutom behandlingsbar med förebyggande läkemedel, vilket inte är fallet så länge akutläkemedlet överanvänds. 
LÖH är ett betydande hälsoproblem världen över, som därmed har betydelse för såväl människors vardag som den individuella ekonomin och samhällsekonomin. Att det skall betraktas som ett hälsoproblem understryks ytterligare av potentiella sekundära fysiologiska skador av läkemedlen, så som njursvikt (kombinationsanalgetika), magsår (NSAID:s) och ergotism (ergotaminderivat).